# Believe (Orianthi Panagaris)
Believe è il secondo album della chitarrista Australiana Orianthi, pubblicato il 26 ottobre 2009 dalla Geffen Records. Nell'album compare il guitar hero Steve Vai, nella canzone Higly Strung. La canzone Suffocated, cover della band Sound the Alarm, compare nella tracklist del videogioco Guitar Hero: Warriors of Rock. Il primo singolo rilasciato, According to You, è stato inserito nei videogiochi Rock Band 2 e Dance Dance Revolution.

## Tracce
1. According to You – 3:20
2. Suffocated (Sound the Alarm cover) – 3:03
3. Bad News – 3:10
4. Believe (Niels Brinck cover) – 3:40
5. Feels Like Home – 4:16
6. Think Like a Man – 3:36
7. What's It Gonna Be – 2:49
8. Untogether – 3:53
9. Drive Away – 4:17
10. Highly Strung (feat. Steve Vai) – 4:08
11. God Only Knows – 3:55
12. Don't Tell Me That It's Over (bonus track nell'edizione giapponese e sudcoreana) – 3:31
13. Find It (bonus track nell'edizione giapponese e iTunes) – 4:06